# Édifice législatif du Nunavut
L'édifice de l'Assemblée législative du Nunavut (en anglais : Legislative Building of Nunavut) est un édifice situé à Iqaluit au Nunavut et servant de siège à l'Assemblée législative de ce territoire canadien. Numéroté comme le bâtiment 926, il se compose d'une structure de verre et de bois sur trois étages et d'une salle des séances de deux étages.

## Construction
Le Nunavut Construction Corporation (aujourd'hui le NCC Investment Group) est choisi pour concevoir, construire et exploiter l'édifice de l'Assemblée législative. Le NCC retient les services du cabinet d'architecture montréalais ARCOP (en) pour concevoir l'édifice. Le projet est présenté au public pour la première fois en décembre 1997. La construction démarre en mai 1998 et se termine en septembre 1999, l'édifice est officiellement inauguré lors d'une cérémonie le 19 octobre 1999,,.
Le NCC Investment Group continue de posséder et d'exploiter le bâtiment, qui est loué au gouvernement territorial.

## Architecture
Le bâtiment postmoderne intègre également le concept inuite de lieu de rencontre ou « Qaggiq ».
Le hall d'entrée de l'édifice s'ouvre sur un atrium de deux étages. La masse de l'Assemblée législative est entreposée à l'extérieur de la salle de séance. Le rez-de-chaussée abrite les bureaux des députés et du président, tandis que le personnel de l'Assemblée législative, le bureau du Premier ministre et le personnel de l'exécutif sont situés au deuxième étage. La bibliothèque de l'Assemblée législative se trouve au troisième étage.
Les autres ministères sont logés dans le bâtiment 1088 de Noble House.

## Autres bâtiments gouvernementaux
Voici une liste d'autres édifices gouvernementaux dans la région d'Iqaluit :
- Centre de justice du Nunavut : un bâtiment de deux étages de 242,8 mètres carrés en acier, en verre et en béton ; siège du ministère de la Justice du Nunavut et du palais de justice ; achevé en 2006 et situé à côté du Collège de l'Arctique du Nunavut et de l'hôtel de ville d'Iqaluit
- Édifices du gouvernement du Canada : situés en face de l’Assemblée législative
- Édifice W.G. Brown/Complexe Astro Hill (en) : développement mixte avec des bureaux commerciaux et gouvernementaux (permis d'alcool, soutien du revenu, planification et services informatiques, planification des immobilisations, approvisionnements et services contractuels, registres juridiques)